# Joegoslavië op de Paralympische Spelen
Joegoslavië was een van de landen die deelnam aan de Paralympische Spelen. Het land debuteerde op de Paralympische Zomerspelen 1972 en was voor het laatst present op de Paralympische Zomerspelen 2000.

## Medailles en deelnames
De tabel geeft een overzicht van de jaren waarin werd deelgenomen, het aantal gewonnen medailles en de eventuele plaats in het medailleklassement.
| Zomerspelen | Zomerspelen | Zomerspelen | Zomerspelen | Zomerspelen | Zomerspelen |        | Winterspelen | Winterspelen | Winterspelen | Winterspelen | Winterspelen | Winterspelen |
| Jaar        | Goud        | Zilver      | Brons       | Totaal      | Rang        | Jaar   | Goud         | Zilver       | Brons        | Totaal       | Rang         |              |
| 1960        | -           | -           | -           | -           | -           |        |              |              |              |              |              |              |
| 1964        | -           | -           | -           | -           | -           |        |              |              |              |              |              |              |
| 1968        | -           | -           | -           | -           | -           |        |              |              |              |              |              |              |
| 1972        | 1           | 1           | 2           | 4           | 23          |        |              |              |              |              |              |              |
| 1976        | -           | -           | -           | -           | -           | 1976   | 0            | 0            | 0            | 0            | -            |              |
| 1980        | 4           | 5           | 9           | 18          | 23          | 1980   | 0            | 0            | 0            | 0            | -            |              |
| 1984        | 11          | 9           | 11          | 31          | 20          | 1984   | 0            | 0            | 1            | 1            | 13           |              |
| 1988        | 3           | 4           | 10          | 17          | 29          | 1988   | 0            | 0            | 0            | 0            | -            |              |
| 1992        | -           | -           | -           | -           | -           | 1992   | -            | -            | -            | -            | -            |              |
| 1996        | 2           | 2           | 0           | 4           | 41          | 1994   | -            | -            | -            | -            | -            |              |
| 2000        | 0           | 1           | 0           | 1           | 60          | 1998   | -            | -            | -            | -            | -            |              |
| 2004        | -           | -           | -           | -           | -           | 2002   | -            | -            | -            | -            | -            |              |
| Totaal      | 21          | 22          | 32          | 75          |             | Totaal | 0            | 0            | 1            | 1            |              |              |
| Tot. Z+W    | 21          | 22          | 33          | 76          |             |        |              |              |              |              |              |              |

Afghanistan · Albanië · Algerije · Amerikaanse Maagdeneilanden · Andorra · Angola · Antigua en Barbuda · Argentinië · Armenië · Australië · Azerbeidzjan · Bahama's · Bahrein · Bangladesh · Barbados · België · Benin · Bermuda · Bosnië en Herzegovina · Botswana · Brazilië · Brunei · Bulgarije · Burkina Faso · Burundi · Cambodja · Canada · Centraal-Afrikaanse Republiek · Chili · China · Chinees Taipei · Colombia · Comoren · Congo-Kinshasa · Costa Rica · Cuba · Cyprus · Denemarken · Djibouti · Dominicaanse Republiek · Duitsland · Ecuador · Egypte · El Salvador · Estland · Ethiopië · Fiji · Filipijnen · Finland · Frankrijk · Gabon · Gambia · Georgië · Ghana · Griekenland · Groot-Brittannië · Guatemala · Guinee · Guinee-Bissau · Haïti · Honduras · Hongarije · Hongkong · Ierland · IJsland · India · Indonesië · Irak · Iran · Israël · Italië · Ivoorkust · Jamaica · Japan · Jemen · Jordanië · Kaapverdië · Kameroen · Kazachstan · Kenia · Kirgizië · Koeweit · Kroatië · Laos · Lesotho · Letland · Libanon · Liberia · Libië · Liechtenstein · Litouwen · Luxemburg · Madagaskar · Maleisië · Mali · Malta · Marokko · Mauritanië · Mauritius · Mexico · Moldavië · Mongolië · Montenegro · Mozambique · Myanmar · Namibië · Nederland · Nepal · Nicaragua · Nieuw-Zeeland · Niger · Nigeria · Noord-Korea · Noord-Macedonië · Noorwegen · Oeganda · Oekraïne · Oezbekistan · Oman · Oost-Timor · Oostenrijk · Pakistan · Palestina · Panama · Papoea-Nieuw-Guinea · Peru · Polen · Portugal · Puerto Rico · Qatar · Roemenië · Rusland · Rwanda · Salomonseilanden · Samoa · San Marino · Saoedi-Arabië · Senegal · Servië · Seychellen · Sierra Leone · Singapore · Slovenië · Slowakije · Spanje · Sri Lanka · Soedan · Suriname · Syrië · Tadzjikistan · Tanzania · Thailand · Tonga · Trinidad en Tobago · Tsjechië · Tunesië · Turkije · Turkmenistan · Uruguay · Vanuatu · Venezuela · Verenigde Arabische Emiraten · Verenigde Staten · Vietnam · Wit-Rusland · Zambia · Zimbabwe · Zuid-Afrika · Zuid-Korea · Zweden · Zwitserland
Historische landen: Duitse Democratische Republiek · Joegoslavië · Servië en Montenegro · Sovjet-Unie · Tsjecho-Slowakije — Individuele Paralympische Atleten · Gezamenlijk Team · Onafhankelijk paralympisch deelnemer